# Краль Петар Крешимир (ракетный катер)
«Краль Петар Крешимир IV» (хорв. Kralj Petar Krešimir IV) — ракетный катер ВМС Хорватии серии «Краль» (помимо него, к этому классу относится катер «Краль Дмитар Звонимир». Назван в честь короля Хорватии Петара Крешимира, при котором Хорватия достигла своего высшего могущества в Средние века.

## История
Корабль был построен для флота ВМС Хорватии на верфях города Кральевица в 1991 году. Изначально корабль собирались назвать «Сергей Машера» в честь героя Второй мировой войны. Корабль строился медленными темпами, и когда возникла опасность захвата судна сербскими войсками, работы ускорились. Корабль был введён во флот 21 марта 1992. Когда речь зашла о названии судна, в дело вмешался даже президент страны Франьо Туджман, который говорил: «Мы предложили назвать корабль, который был самым большим во флоте на тот момент, Вуковаром. Я сказал, что Вуковар — символ национальной гордости Хорватии и её борьбы за независимость, но мы должны искать поддержку в ранней хорватской истории и учесть наши морские традиции, поэтому корабль мы решили назвать Краль Петар Крешимир IV».
1 июля 2010 командиром корабля стала женщина по имени Антония Дидович.